# Владимир Воронин (капитан)
Владимир Иванович Воронин е руски флотски офицер, полярен изследовател.

## Ранни години (1890 – 1928)
Роден е на 5 октомври 1890 година в Сумский Посад, Карелия, Руска империя. През 1916 завършва Архангелското морско училище и плава като щурман на различни кораби в Северния ледовит океан. От 1918 е капитан за далечно плаване и участва в първите Карски експедиции.

## Експедиционна дейност (1928 – 1947)
От 1928 до 1930 е капитан на ледоразбивача „Георгий Седов“, с който през 1928 участва в търсенето на екипажа на претърпелия авария дирижабъл на експедицията на Умберто Нобиле, а през 1930 – в експедиция възглавявана от Ото Шмид в Карско море.
През 1929 на остров Хукер в о-вите Земя на Франц Йосиф издига съветското знаме и обявява целия архипелаг за съветско владение. На западния бряг на острова в залива Тихи, слиза първата група съветски полярници, които построяват метеорологична станция и пристъпват към работа. Воронин успява да достигне на север до 82° 14` с.ш.
От 28 юли до 1 октомври 1932, като капитан на ледоразбивача „Сибиряков“ и ръководител Ото Шмид, извършва първото плаване за една навигация по Северния морски път от Архангелск до Владивосток, а след това през Йокохама и Суецкия канал на 7 март 1933 завръща кораба в Мурманск.
През 1933 – 1934, като капитан на ледоразбивача „Челюскин“, повтаря пътуването си от 1932.
От 1934 до 1938 е капитан на ледоразбивача „Ермак“, а в годините на Великата отечествена война командва кораба „Йосиф Сталин“ („Сибир“).
В периода 1946 – 1947 възглавява китобойната флотилия „Слава“ и извършва хидрографски изследвания в северната част на море Уедъл.

## Следващи години (1948 – 1952)
От 1948 до смъртта си отново е капитан на ледоразбивача „Йосиф Сталин“, с който извършва множество рейсове в арктически води.
От 1946 до 1950 у депутат във Върховния съвет на СССР.
Умира на 18 октомври 1952 година в Диксон, Красноярски край, на 62-годишна възраст. Погребан е в Ленинград.

## Памет
Неговото име носят:
- залив Воронин на Земя кралица Мод в Антарктида;
- залив Воронин на Баренцово море, част от Руския залив, на западното крайбрежие на Северния остров на Нова земя;
- залив Воронин на Баренцево море, част от залива Черни (70°43′ с. ш. 54°40′ и. д. / 70.716667° с. ш. 54.666667° и. д.) на западното крайбрежие на Южния остров на Нова земя;
- залив Воронин на Баренцево море, част от залива Саханин (70°35′ с. ш. 55°45′ и. д. / 70.583333° с. ш. 55.75° и. д.) на западното крайбрежие на Южния остров на Нова земя;
- ледник Воронин на остров Хукер в архипелага Земя на Франц Йосиф;
- ледоразбивач „Капитан Воронин“;
- морско училище „Владимир Воронин“ в Архангелск;
- нос Воронин (68°20′ ю. ш. 153°42′ и. д. / 68.333333° ю. ш. 153.7° и. д.) на Брега Джордж V в Антарктида;
- нос Воронин (80°46′ с. ш. 57°46′ и. д. / 80.766667° с. ш. 57.766667° и. д.), най-източната точка на остров Солсбъри в архипелага Земя на Франц Йосиф;
- остров Воронин (78°14′ с. ш. 93°41′ и. д. / 78.233333° с. ш. 93.683333° и. д.) в източната част на Карско море;
- подводна падина Воронин в северната част на Карско море, между остров Ушаков на запад и архипелага Северна земя на изток;
- улици в Санкт Петербург, Беломорск, Северодвинск и Екатеринбург.